# Staszek Brylantsztajn
Staszek Brylantsztajn (auch Brylantensztejn, Brilliantstein, Brillenstein; * um 1922; † 2. Mai 1943 in Warschau) war ein Widerstandskämpfer des Allgemeinen Jüdischen Arbeiterbunds („Bund“) im Warschauer Ghetto.
Staszek Brylantsztajn wurde um 1922 in Warschau geboren und wurde später Mitglied der Jugendorganisationen der sozialistisch-jüdischen Partei „Bund“, dem „Sozialistischen Kinder Farband“ (SKIF) und der „Tsukunft“. Er blieb auch im Getto aktiv. Er kämpfte im Warschauer Gettoaufstand im Frühling 1943, in der Gruppe von Jurek Błones. Er fiel am 2. Mai 1943 im Kampf.